# كأس العالم لكرة الطائرة للرجال 1981
أقيمت كأس العالم لكرة الطائرة للرجال 1981 في نسختها الرابعة في اليابان في الفترة من 19 وحتى 28 نوفمبر.

## الترتيب النهائي
- 1.  الاتحاد السوفيتي
- 2.  كوبا
- 3.  البرازيل
- 4.  بولندا
- 5.  الصين
- 6.  اليابان
- 7.  إيطاليا
- 8.  تونس

## روابط إضافية
- النتائج( نسخة محفوظة 2 أغسطس 2009 على موقع واي باك مشين. 2009-07-21)